# Howard V. Perlmutter
Howard V. Perlmutter (* 4. November 1925; † 8. November 2011) war ein Experte auf dem Gebiet der Globalisierung und der Internationalisierung von Unternehmungen. Er war spezialisiert auf die Entwicklung multinationaler Unternehmungen.
Besondere Bekanntheit erlangte er 1969 durch die Veröffentlichung seiner so genannten EPG-Typologie, welches er 1979 zusammen mit seinem Kollegen David A. Heenan zur EPRG-Typologie erweiterte. Der Name ist ein Akronym, welches sich aus den Namen der im Modell beschriebenen Grundstrategietypen (Ethnozentrisch, Polyzentrisch, Geozentrisch und später ergänzt um Regiozentrisch) zusammensetzt. Das Modell ist auch heute noch wichtiges Basiswissen für das Internationale Management bzw. das Internationale Personalmanagement respektive das Interkulturelle Management.